# 张奠成
张奠成（1926年—），男，湖南新邵人，中国计算机应用专家，曾任合肥工业大学教授、博士生导师。